# Vordermühle (Wipperfürth)

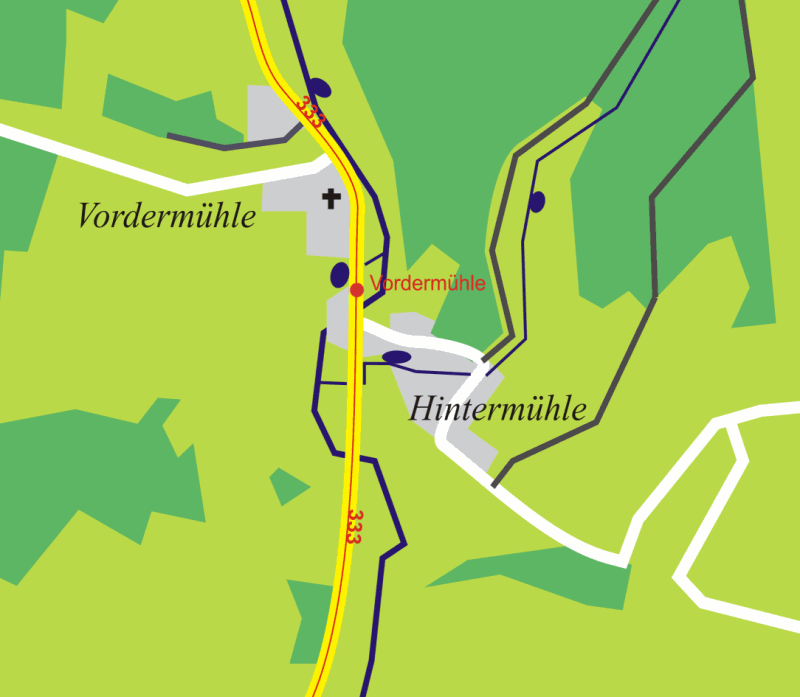
Karte des Ortes

Vordermühle ist ein Weiler von Wipperfürth im Oberbergischen Kreis im Regierungsbezirk Köln in Nordrhein-Westfalen (Deutschland), er gehört zum Ortsteil Agathaberg.

## Lage und Beschreibung
In Vordermühle münden die Bäche Wingenbacher Siefen und Stüttemer Siefen in den Dierdorfer Siefen. Dieser ist Zufluss der Lindlarer Sülz. Vordermühle liegt unterhalb eines Westausläufers des Steinbergs (403 m über NN). Dieser Ausläufer erreicht im Gebiet von Vordermühle immerhin noch eine Höhe von 349 m über NN und bildet eine Wasserscheide zwischen dem Wingenbacher Siefen und Dierdorfer Siefen.
Das Siedlungsgebiet weist typische Strukturen eines gewachsenen bäuerlichen Weilers auf. Die Siedlungsfläche zieht sich entlang einer Stichstraße von der L 302 und des Stüttemer Siefens entlang nach Westen und zeugt von einer erst späten Erschließung. Die Straße durch den Ort verlief früher weiter östlich und damit vollständig auf der anderen Seite des Dierdorfer Siefens. Die Ursprünge der Siedlung lassen sich entlang des Dierdorfer Siefens festmachen, dort steht auch die ehemalige Wassermühle. Es handelt sich also um ein Straßendorf.
Die Landstraße 302 von Engelskirchen über Frielingsdorf nach Wipperfürth verläuft unmittelbar durch den Ort und verbindet ihn nach 6,5 km mit dem Stadtzentrum.
Vordermühle liegt mitten im feuchten Bergischen Land, das langjährige Mittel des Niederschlags liegt bei 800–1000 mm und nur 5 Monate im Jahr haben eine mittlere Temperatur über 10 °C.
Vordermühle wird zum Süderbergland gerechnet. Die Böden sind wenig ergiebig.
Nachbarorte sind Hintermühle, Neeskotten, Klemenseichen, Wingenbach und Berrenberg.
Vordermühle hat einen eigenen Wasserverband, der unabhängig vom städtischen Netz für die Wasserversorgung im Ort verantwortlich ist. Das Wasser wird seit 2004 aus einem 70 Meter tiefen Brunnen gewonnen und dann etwa 50 Meter hoch nordöstlich auf einem Berg in einen Vorratsbehälter gepumpt. Das Wasser wird durch eine UV-Anlage gefiltert. Neben den neun Häusern in Vordermühle gehört auch das erste Haus von Hintermühle zu dieser Versorgung. Bis 2004 wurde Oberflächenwasser aufgefangen, dies entsprach aber in den letzten Jahren nicht mehr der Trinkwasserverordnung.

## Geschichte
1548 wurde der Ort das erste Mal urkundlich erwähnt: „Mehrere Einwohner tho der Mollen sind in den Listen der bergischen Spann- und Schüppendienste verzeichnet.“

### Die Kapelle

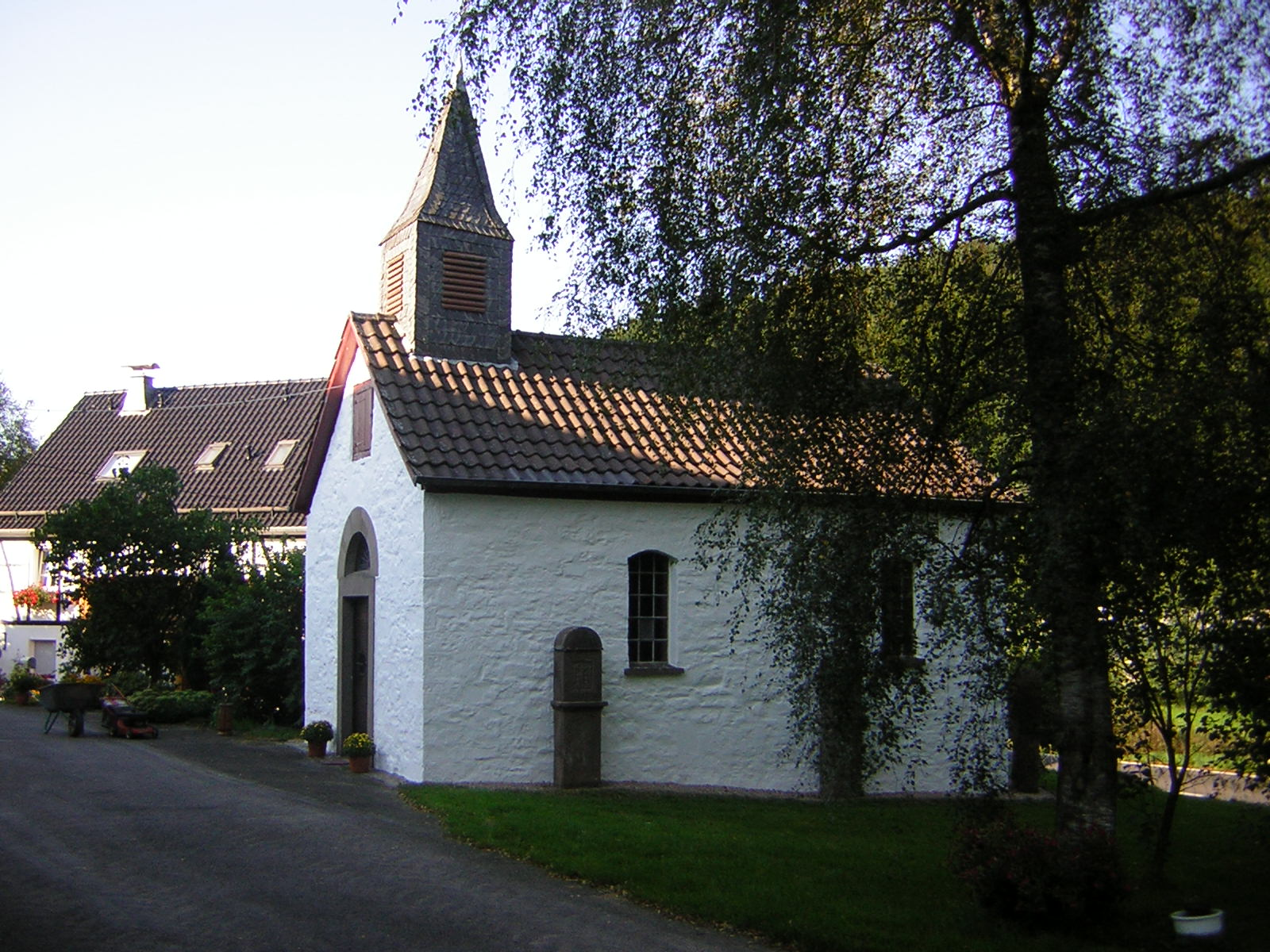
Die Kapelle

Seit 1683 stand in der Hofschaft Vordermühle, die eine halbe Stunde Fußmarsch von der Kapelle zu Agathaberg entfernt liegt, ein Heiligenhäuschen. Bewohner der nächsten Umgebung versammelten sich jeweils im Mai dort zum gemeinsamen Gebet.
Als die kleine Kapelle 1843 zusammenzufallen drohte, ließ es der Besitzer Ackerer Peter Wilhelm Steger an einer anderen Stelle größer – nämlich 22 Fuß lang und 15 Fuß breit – und schöner wieder aufbauen und einen kleinen Turm mit einem 18 Pfund schweren Kirchenglocke aufsetzen. Der Erbauer und die Anwohner wünschten eine Weihe der Kapelle, damit darin auch die heilige Messe gehalten werden konnte. Der bei der erzbischöflichen Behörde und bei der königlichen Regierung vorgebrachte Wunsch scheiterte aber an der Frage der Kostenaufbringung für die Instandhaltung des Heiligtums und den Gottesdienst.
Durch eine notarielle Urkunde vom 28. Januar 1845 schenkten dann Peter Wilhelm Steger, seine Ehefrau Maria Anna geb. Hardt, Witwe von Christian Wasserfuhr, deren Tochter Anna Catharina Wasserfuhr und ihr Ehemann Peter Christian Dörpinghaus die Kapelle an die katholische Pfarrgemeinde Wipperfürth und erklärten sich gleichzeitig mit Joh. Peter Schnippering bereit, sie in gutem baulichen Zustand zu erhalten.
Am 17. Mai 1845 weihte sie Pfarrer Dünner der „unbefleckt empfangenen Gottesmutter“. Durch die Stiftung eines Legates von 311 Talern seitens Peter Wilhelm Steger vom 28. Juli 1857 wurden der Kapelle drei heilige Messen gesichert; sie sollten am 17. Mai, 18. Oktober (dem Sterbetag des Stifters) und in der Oktav des Festes der unbefleckten Empfängnis von dem Rektor von Agathaberg oder dem Vikar des St. Michaelaltars zu Wipperfürth gehalten werden. Der Überschuss des Zinsertrages war für die Verschönerung der Kapelle zu verwenden.
1857 brannte Vordermühle ab; zwei Doppelhäuser, zwei einfache Häuser und die Kapelle wurden ein Raub der Flammen. Aber Peter Wilhelm Steger ließ die Kapelle unter Mitarbeit von Johann Christian Börsch 1858 wieder aufbauen. Am 18. Juli 1859 weihte Pastor Dünner mit erzbischöflicher Erlaubnis zwei kleine Glocken; eine soll aus der Kapelle von Mittelweg, die andere aus der evangelischen Kirche in Delling stammen.
1930 wurde die Kapelle instand gesetzt, eine Haussammlung im Schulbezirk Vordermühle deckte fast die ganzen Kosten. Die Ausmalung geschah durch den Kirchenmaler Emonts-Alt. In den ersten Jahren von Pastor Enkelers Amtstätigkeit wurde die Kapelle erneut mit einem Kostenaufwand von 400 Mark instand gesetzt. Die Ausmalung geschah nach Entwurf von Kunstmaler Zepter, Köln.
Bis 2004 fand in der Kapelle monatlich eine heilige Messe statt. Seit 2005 findet aufgrund Pastormangels keine regelmäßige Messe mehr statt.
Die Kapelle wurde 2006 innen sowie außen neu gestrichen. Außerdem wurden die Bäume um die Kapelle gefällt, so dass diese von der Straße wesentlich besser zu sehen ist.

### Die Mühle
Bis Ende 2006 gab es eine Bäckerei mit einem Wasserrad, denn ursprünglich war dieses Gebäude eine Wassermühle. Das Gebäude und das Wasserrad sind bis heute erhalten. (Siehe auch: Mühlen im Oberbergischen Land)

### Volksschule
Die Volksschule in Vordermühle wurde 1968 geschlossen. Die Schüler mussten ab diesem Jahr die Schule in Agathaberg besuchen. Das Schulgebäude ist heute renoviert und wird als Wohnhaus genutzt.

## Busverbindungen
Haltestelle Vordermühle:
- Linie 333: Wipperfürth – Dohrgaul – Frielingsdorf – Engelskirchen Bf. (OVAG)

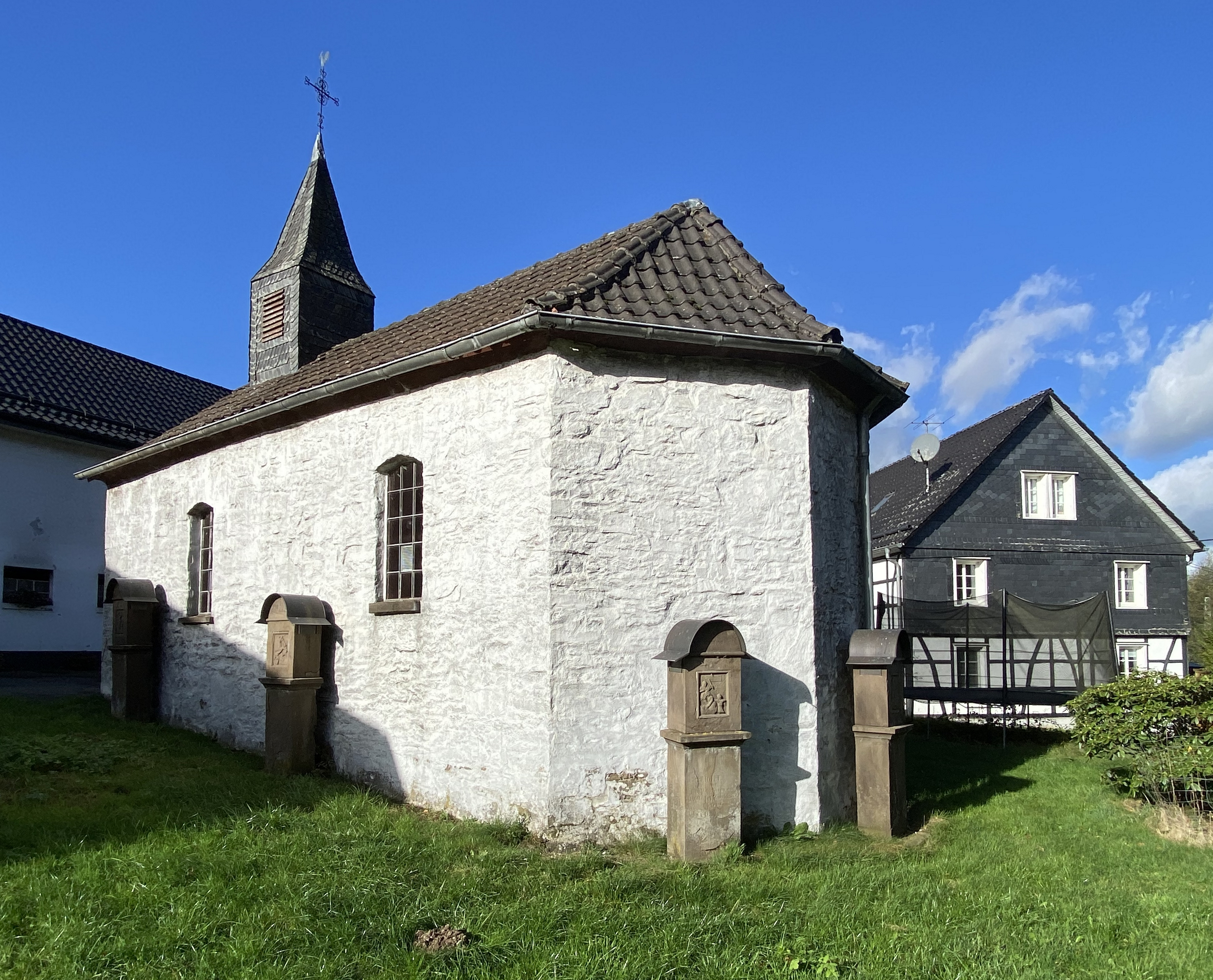
Kapelle Vordermühle mit 7 Fußfallstationen
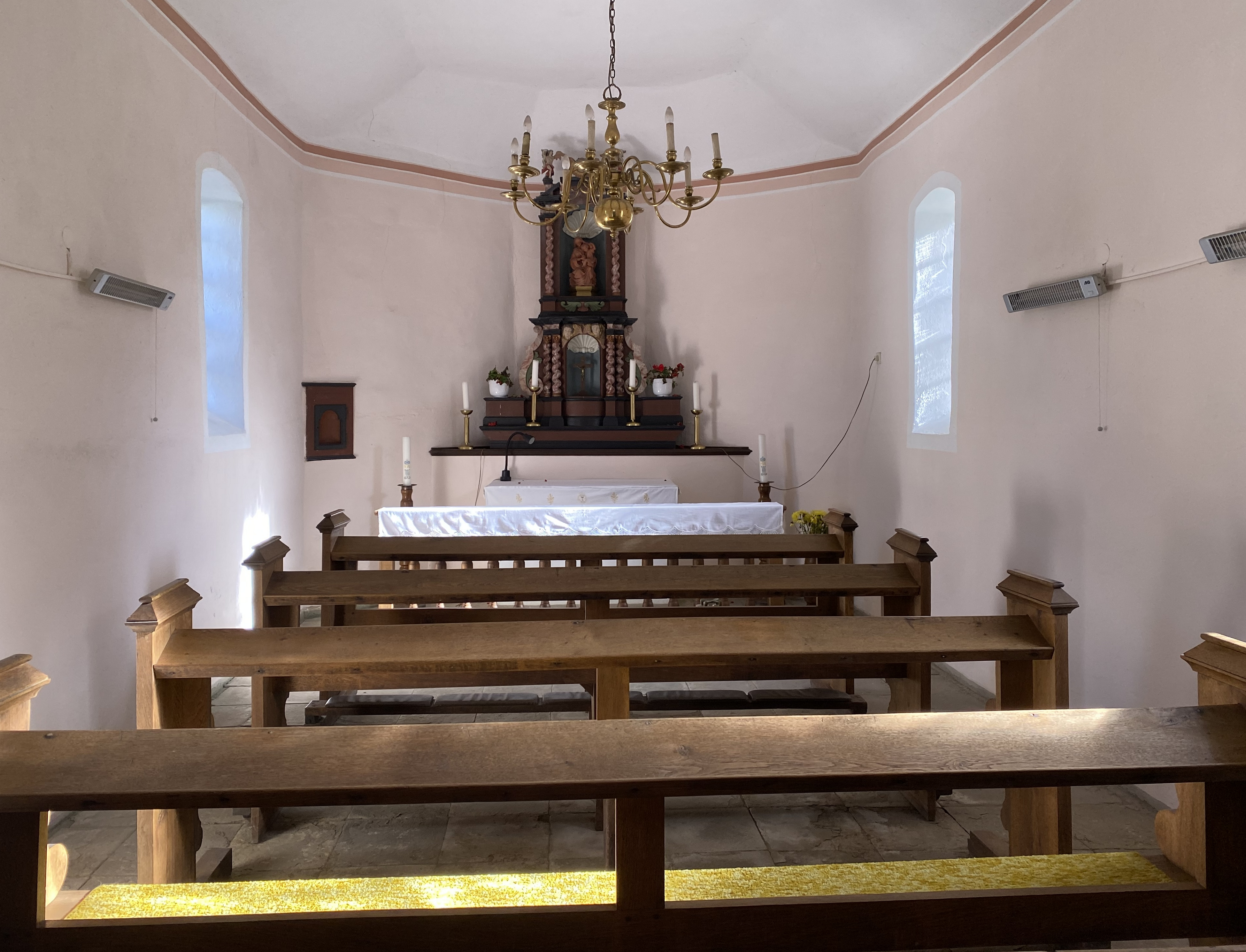
Innenausstattung der Kapelle
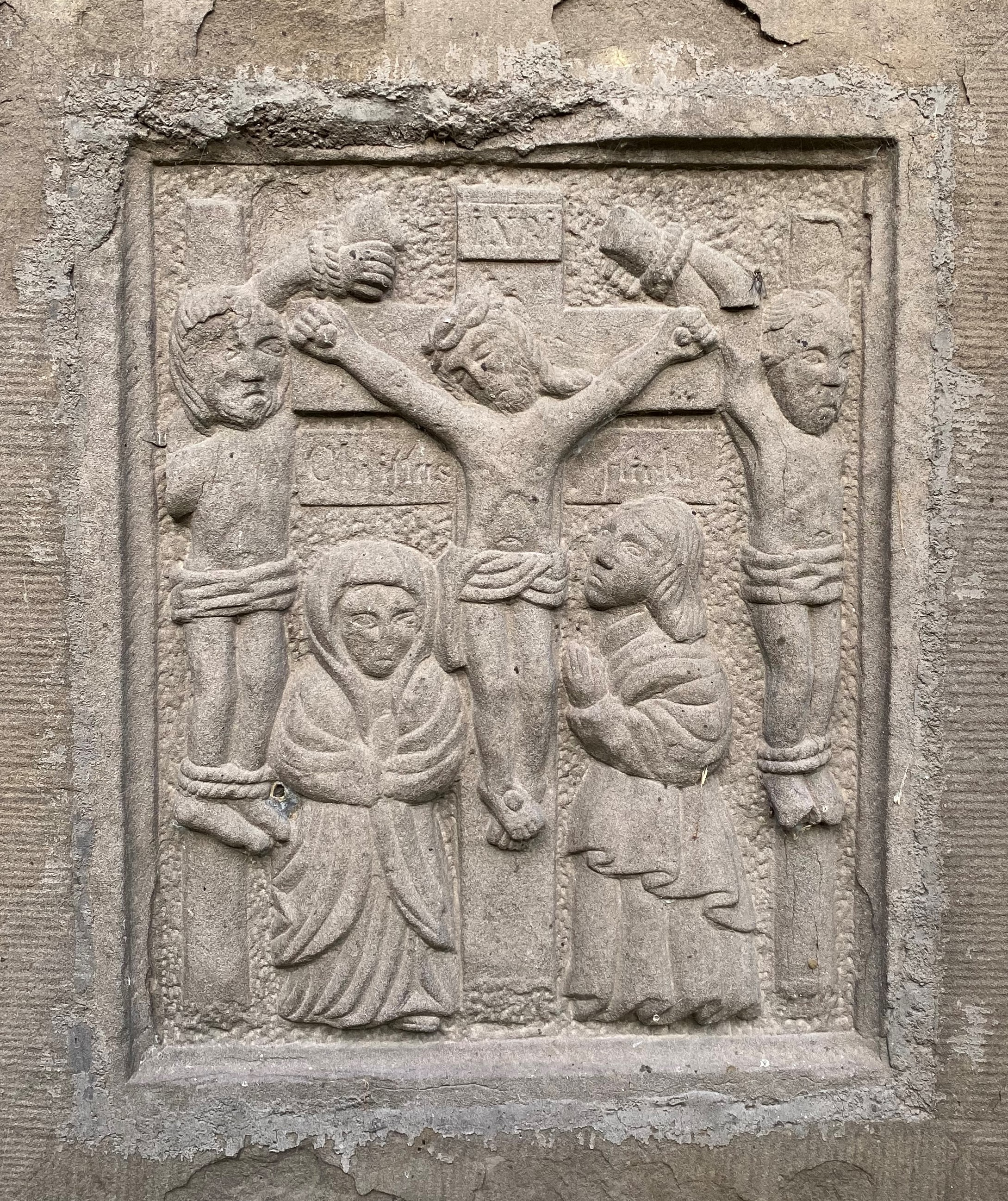
Relief Fußfallstation VII der Kapelle
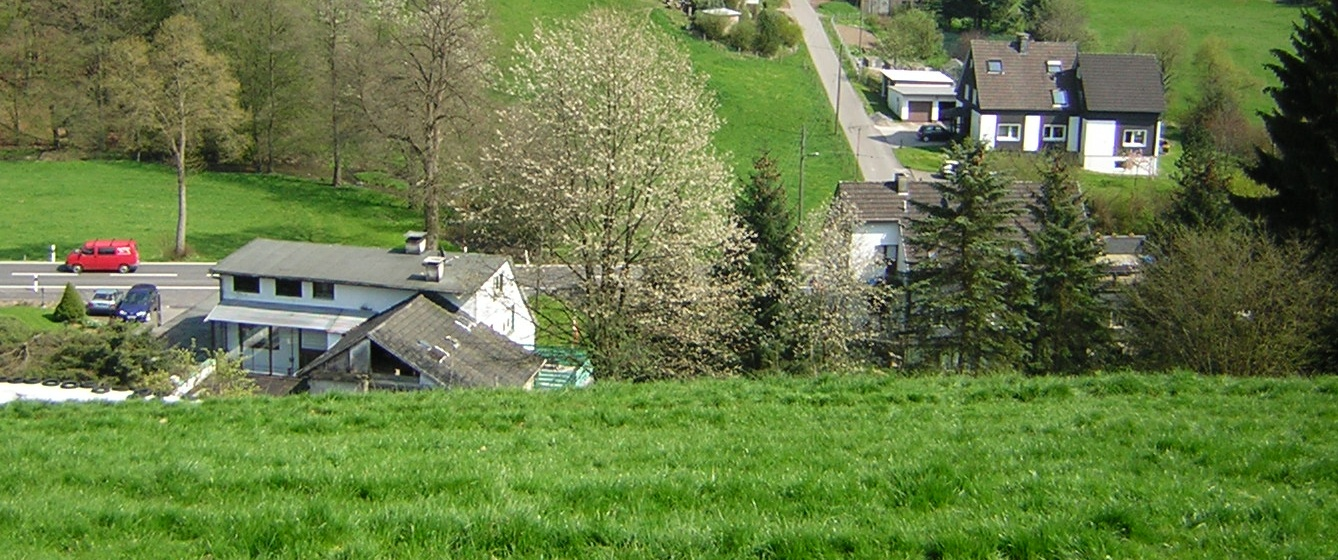
Vordermühle Hausnummer 7–9
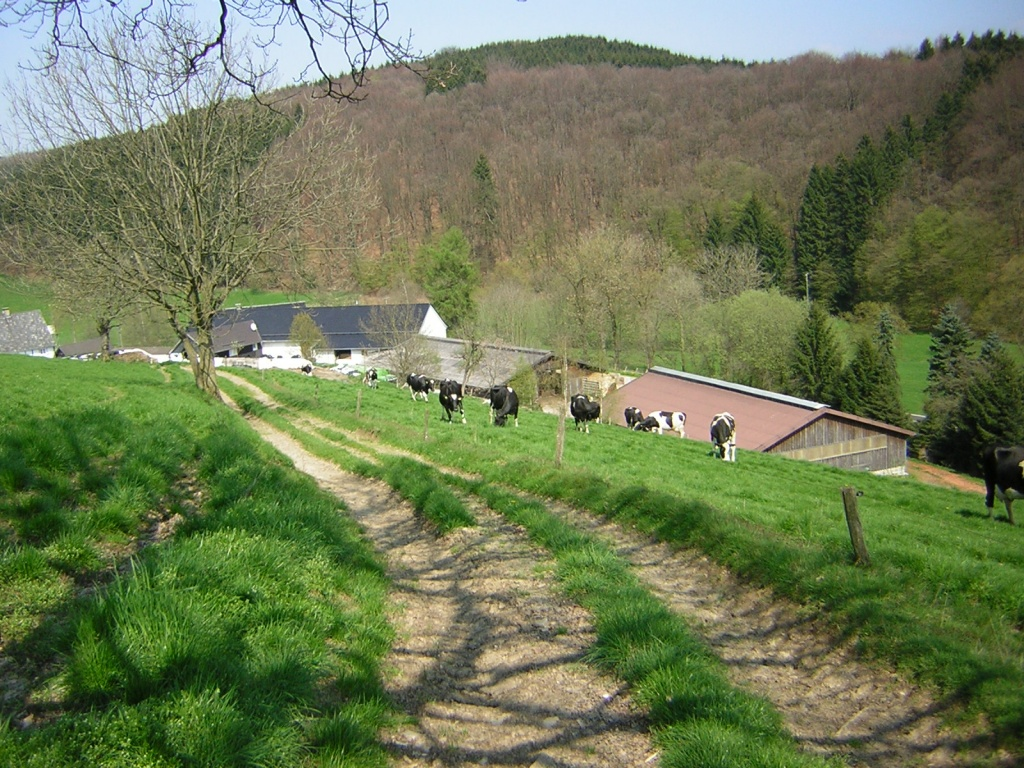
Vordermühle Hausnummer 5